# 인천광역시의 무형문화재
인천광역시의 무 형 문 화 재는 무 형 문 화 재 중에서 인천광역시 내에 있는 문화재를 의미한다.

## 지정 목록
| 번호   | 사진 | 명칭                                                | 소재지             | 보유자                   | 지정일                                             | 참조 |
| 1호    |      | 삼현육각 (三鉉六角)                                 | 인천 남동구 구월동 | 김석숭(남)               | 1985년 10월 23일 지정                              |      |
| 2호    |      | 단소장 (短簫匠)                                     | 인천 인천전역      | 김환중(남)               | 1990년 11월 9일 지정                               |      |
| 3호    |      | 인천근해 갯가노래 뱃노래 (仁川近海 갯가노래 뱃노래) | 인천 인천전역      | 김병기(남), 김정숙(여)   | 1988년 12월 24일 지정                              |      |
| 4호    |      | 대금정악 (大笒正樂)                                 | 인천 인천전역      | 진철호(남)               | 1989년 12월 28일 지정                              |      |
| 5호    |      | 주대소리 (주대소리)                                 | 인천 인천전역      | 김필운(남)               | 1992년 5월 15일 지정                               |      |
| 6호    |      | 대금장                                              | 인천 인천전역      | 임경배(남)               | 1993년 7월 6일 지정                                |      |
| 7-1호  |      | 가곡(남창) (歌曲(男唱))                             | 인천 연수구        | -                        | 1995년 11월 14일 지정                              |      |
| 7-2호  |      | 가곡(여창) (歌曲(女唱))                             | 인천 남구          | 김명순(여)               | 2006년 10월 30일 지정                              |      |
| 8호    |      | 강화외포리곶창굿 (江華外浦里곶창굿)                 | 인천 인천전역      | 정정애(여)               | 1997년 7월 14일 지정                               |      |
| 9호    |      | 대금장(일반대금) (大芩匠(一般大芩))                 | 인천 인천전역      | 이정대 (남)              | 2002년 2월 4일 지정                                |      |
| 10-1호 |      | 범패와작법무(바라춤) (梵唄와 作法舞)                | 인천 남구          | 김종형(능화)(남)         | 2002년 2월 4일 지정                                |      |
| 10-2호 |      | 범패와작법무(나비춤) (梵唄와 作法舞)                | 인천 부평구        | 박치훈(일초)(남)         | 2002년 2월 4일 지정                                |      |
| 11호   |      | 규방다례 (閨房茶禮)                                 | 인천 인천전역      | 최소연 (여)              | 2002년 12월 23일 지정                              |      |
| 12호   |      | 강화용두레질소리 (강화용두레질소리)                 | 인천 인천전역      | 황길범 (남)              | 2003년 10월 27일 지정                              |      |
| 13호   |      | 자수장 (刺繡匠)                                     | 인천 인천전역      | -                        | 2003년 10월 27일 지정                              |      |
| 14호   |      | 단청장 (丹靑匠)                                     | 인천 인천전역      | 정성길 (남)              | 2004년 4월 6일 지정                                |      |
| 15호   |      | 인천수륙재 (仁川水陸齋)                             | 인천 인천전역      | 박치훈(일초)(남)         | 2004년 4월 6일 지정                                |      |
| 16호   |      | 인천근해도서지방상여소리 (仁川近海島嶼地方喪輿소리) | 인천 인천전역      | 박상주 (남)              | 2006년 1월 23일 지정                               |      |
| 17호   |      | 완초장 (莞草匠)                                     | 인천 남구          | 한명자 (여)              | 2008년 12월 15일 지정                              |      |
| 18호   |      | 서곶들노래                                          | 인천 서구          |                          | 2008년 12월 15일 지정                              |      |
| 19호   |      | 갑비고차농악                                        | 인천 강화군        | 전내익 (남), 임명선 (남) | 2008년 12월 15일 지정                              |      |
| 20호   |      | 휘모리잡가                                          | 인천 서구          | 김국진 (남)              | 2008년 12월 15일 지정                              |      |
| 21호   |      | 경기12잡가 (京畿 十二雜歌)                          | 인천 남구          | -                        | 2009년 3월 30일 지정                               |      |
| 22호   |      | 목조각장                                            | 인천 계양구        | 이방호 (남)              | 2009년 3월 30일 지정                               |      |
| 23호   |      | 고법(북·장구) (鼓法(북·장구))                       | 인천 서구          | 조경곤 (남)              | 2013년 4월 30일 지정, 2019년 5월 7일 종목 명칭변경 |      |
| 24호   |      | 꽃맞이굿                                            | 인천 미추홀구      | 김매물 (여)              | 2013년 4월 30일 지정                               |      |
| 25호   |      | 지화장 (紙花匠)                                     | 인천 중구          | 김은옥 (여)              | 2013년 4월 30일 지정                               |      |
| 26호   |      | 부평두레놀이 (富平두레놀이)                         | 인천 부평구        | -                        | 2015년 3월 16일 지정                               |      |
| 27호   |      | 강화 교동 진오기굿 (江華 喬桐 진오기굿)             | 인천 강화군        | 주정자(여)               | 2019년 5월 7일 지정                                |      |